# Wereldkampioenschappen judo 2024
De wereldkampioenschappen judo 2024 werden van 19 tot en met 24 mei gehouden in Abu Dhabi, Verenigde Arabische Emiraten. De wedstrijden vonden plaats in de Mubadala Arena. Er stonden vijftien onderdelen op het programma, zeven voor mannen, zeven voor vrouwen en een gemengde landenwedstrijd. Op dit toernooi konden judoka's kwalificatiepunten behalen voor de Olympische Zomerspelen in Parijs.
658 judoka's uit 107 landen hadden zich geplaatst voor het toernooi. Rusland en Belarus waren net als vorig jaar uitgesloten van deelname. Naar aanleiding van de Russische invasie van Oekraïne verklaarde de Internationale Judofederatie (IJF) op 2 maart 2022 dat judoka's uit deze landen uitsluitend onder de vlag van de IJF mogen deelnemen aan de wereldkampioenschappen en andere door de IJF georganiseerde toernooien, en dus voorlopig niet voor hun land mogen uitkomen. Dit jaar maakten 21 judoka's (11 mannen en 10 vrouwen) gebruik van deze regeling.

## Programma
De mannen en vrouwen kwamen uit in zeven gewichtsklassen. Tot en met de kwartfinales vonden de wedstrijden dagelijks plaats vanaf 10:30 uur lokale tijd (UTC+4). De halve finales, herkansingen en de finales vonden plaats vanaf 18:00 uur lokale tijd.
| Gewichtsklasse     | Gewichtsklasse   | mei                | mei                | mei         | mei                | mei                | mei  | mei    |
| Mannen             | Vrouwen          | 19                 | 20                 | 21          | 22                 | 23                 | 24   | Totaal |
| ------------------ | ---------------- | ------------------ | ------------------ | ----------- | ------------------ | ------------------ | ---- | ------ |
| –60 kg             | –48 kg \| –52 kg | Goud · Goud · Goud |                    |             |                    |                    |      | 3      |
| –66 kg \| –73 kg   | –57 kg           |                    | Goud · Goud · Goud |             |                    |                    |      | 3      |
| –81 kg             | –63 kg           |                    |                    | Goud · Goud |                    |                    |      | 2      |
| –90 kg             | –70 kg \| –78 kg |                    |                    |             | Goud · Goud · Goud |                    |      | 3      |
| –100 kg \| +100 kg | +78 kg           |                    |                    |             |                    | Goud · Goud · Goud |      | 3      |
| Landenwedstrijd    | Landenwedstrijd  |                    |                    |             |                    |                    | Goud | 1      |
| Totaal             | Totaal           | 3                  | 3                  | 2           | 3                  | 3                  | 1    | 15     |

## Medailles

### Mannen
| Onderdeel           | Goud                 | Zilver            | Brons                   |
| ------------------- | -------------------- | ----------------- | ----------------------- |
| Klasse tot 60 kg    | Giorgi Sardalashvili | Yang Yung-wei     | Taiki Nakamura          |
| Klasse tot 60 kg    | Giorgi Sardalashvili | Yang Yung-wei     | Lee Ha-rim              |
| Klasse tot 66 kg    | Ryoma Tanaka         | Takeshi Takeoka   | Luukas Saha             |
| Klasse tot 66 kg    | Ryoma Tanaka         | Takeshi Takeoka   | Vazha Margvelashvili    |
| Klasse tot 73 kg    | Hidayet Heydarov     | Tatsuki Ishihara  | Lavjargalyn Ankhzayaa   |
| Klasse tot 73 kg    | Hidayet Heydarov     | Tatsuki Ishihara  | Nils Stump              |
| Klasse tot 81 kg    | Tato Grigalasjvili   | Timur Arbuzov     | Lee Joon-hwan           |
| Klasse tot 81 kg    | Tato Grigalasjvili   | Timur Arbuzov     | Somon Makhmadbekov      |
| Klasse tot 90 kg    | Goki Tajima          | Nemanja Majdov    | Erlan Sherov            |
| Klasse tot 90 kg    | Goki Tajima          | Nemanja Majdov    | Tristani Mosakhlishvili |
| Klasse tot 100 kg   | Zelym Kotsoiev       | Shady Elnahas     | Dota Arai               |
| Klasse tot 100 kg   | Zelym Kotsoiev       | Shady Elnahas     | Nikoloz Sherazadishvili |
| Klasse boven 100 kg | Kim Min-jong         | Guram Tushishvili | Tamerlan Bashaev        |
| Klasse boven 100 kg | Kim Min-jong         | Guram Tushishvili | Alisher Yusupov         |

### Vrouwen
| Onderdeel          | Goud                    | Zilver             | Brons               |
| ------------------ | ----------------------- | ------------------ | ------------------- |
| Klasse tot 48 kg   | Bavuudorjiin Baasankhüü | Assunta Scutto     | Abiba Abuzhakynova  |
| Klasse tot 48 kg   | Bavuudorjiin Baasankhüü | Assunta Scutto     | Tara Babulfath      |
| Klasse tot 52 kg   | Odette Giuffrida        | Diyora Keldiyorova | Amandine Buchard    |
| Klasse tot 52 kg   | Odette Giuffrida        | Diyora Keldiyorova | Mascha Ballhaus     |
| Klasse tot 57 kg   | Huh Mi-mi               | Christa Deguchi    | Jessica Klimkait    |
| Klasse tot 57 kg   | Huh Mi-mi               | Christa Deguchi    | Momo Tamaoki        |
| Klasse tot 63 kg   | Joanne van Lieshout     | Angelika Szymańska | Clarisse Agbegnenou |
| Klasse tot 63 kg   | Joanne van Lieshout     | Angelika Szymańska | Laura Fazliu        |
| Klasse tot 70 kg   | Margaux Pinot           | Marie-Ève Gahié    | Shiho Tanaka        |
| Klasse tot 70 kg   | Margaux Pinot           | Marie-Ève Gahié    | Madina Taimazova    |
| Klasse tot 78 kg   | Anna-Maria Wagner       | Alice Bellandi     | Madeleine Malonga   |
| Klasse tot 78 kg   | Anna-Maria Wagner       | Alice Bellandi     | Emma Reid           |
| Klasse boven 78 kg | Wakaba Tomita           | Kayra Ozdemir      | Kim Ha-yun          |
| Klasse boven 78 kg | Wakaba Tomita           | Kayra Ozdemir      | Hilal Öztürk        |

### Gemengd
Bij het onderdeel gemengde landenteams streden 146 judoka's uit 15 landen om de medailles. De teams kwamen in zes gewichtsklassen uit, drie bij de mannen (−73 kg, −90 kg, +90 kg) en drie bij de vrouwen (−57 kg, −70 kg, +70 kg).
| Onderdeel    | Goud | Zilver | Brons |
| ------------ | --- | --- | --- |
| Gemengd team | Japan Tatsuki Ishihara Ryuga Tanaka Komei Kawabata Goki Tajima Kanta Nakano Hyōga Ōta Ayami Takano Momo Tamaoki Mayu Honda Shiho Tanaka Mao Arai Wakaba Tomita | Frankrijk Orlando Cazorla Joan-Benjamin Gaba Axel Clerget M-G Ngayap Hambou Mathéo Akiana Mongo Khamzat Saparbaev Priscilla Gneto Faïza Mokdar Margaux Pinot Florine Soula Léa Fontaine Coralie Hayme | Georgië Giorgi Chikhelidze Georgi Terashvili Luka Babutsidze Giorgi Jabniashvili Saba Inaneishvili Guram Tushishvili Nino Loladze Eter Askilashvili Sophio Somkhishvili                    |
| Gemengd team | Japan Tatsuki Ishihara Ryuga Tanaka Komei Kawabata Goki Tajima Kanta Nakano Hyōga Ōta Ayami Takano Momo Tamaoki Mayu Honda Shiho Tanaka Mao Arai Wakaba Tomita | Frankrijk Orlando Cazorla Joan-Benjamin Gaba Axel Clerget M-G Ngayap Hambou Mathéo Akiana Mongo Khamzat Saparbaev Priscilla Gneto Faïza Mokdar Margaux Pinot Florine Soula Léa Fontaine Coralie Hayme | Italië Giovanni Esposito Manuel Parlati Christian Parlati Lorenzo Rigano Nicholas Mungai Gennaro Pirelli Thauany David Capanni Dias Irene Pedrotti Kim Polling Erica Simonetti Asya Tavano |

### Medaillespiegel
| Plaats | Land                | Goud | Zilver | Brons | Totaal |
| 1      | Japan               | 4    | 2      | 4     | 10     |
| 2      | Georgië             | 2    | 1      | 2     | 5      |
| 3      | Zuid-Korea          | 2    | 0      | 3     | 5      |
| 4      | Azerbeidzjan        | 2    | 0      | 0     | 2      |
| 5      | Frankrijk           | 1    | 2      | 3     | 6      |
| 6      | Italië              | 1    | 2      | 1     | 4      |
| 7      | Duitsland           | 1    | 0      | 1     | 2      |
| 7      | Mongolië            | 1    | 0      | 1     | 2      |
| 9      | Nederland           | 1    | 0      | 0     | 1      |
| 10     | Canada              | 0    | 2      | 1     | 3      |
| –      | Neutrale deelnemers | 0    | 1      | 2     | 3      |
| 11     | Turkije             | 0    | 1      | 1     | 2      |
| 11     | Chinees Taipei      | 0    | 1      | 0     | 1      |
| 11     | Oezbekistan         | 0    | 1      | 0     | 1      |
| 11     | Polen               | 0    | 1      | 0     | 1      |
| 11     | Servië              | 0    | 1      | 0     | 1      |
| 15     | Finland             | 0    | 0      | 1     | 1      |
| 15     | Kazachstan          | 0    | 0      | 1     | 1      |
| 15     | Kirgizië            | 0    | 0      | 1     | 1      |
| 15     | Kosovo              | 0    | 0      | 1     | 1      |
| 15     | Spanje              | 0    | 0      | 1     | 1      |
| 15     | Tadzjikistan        | 0    | 0      | 1     | 1      |
| 15     | Verenigd Koninkrijk | 0    | 0      | 1     | 1      |
| 15     | Zweden              | 0    | 0      | 1     | 1      |
| 15     | Zwitserland         | 0    | 0      | 1     | 1      |
| Totaal | Totaal              | 15   | 15     | 30    | 60     |

## Prestaties Belgische en Nederlandse judoka's

### Belgische selectie
De Belgische selectie bestaat uit twaalf judoka's (vijf mannen en zeven vrouwen) die zich voor individuele onderdelen hebben geplaatst.
Mannen
| Jorre Verstraeten | −60 kg  | Arnold Kisoka W 00-10    | Yang Yung-wei V 01-00  | niet geplaatst        | niet geplaatst | niet geplaatst | niet geplaatst | niet geplaatst | niet geplaatst | niet geplaatst |                |
| Matthias Casse    | −81 kg  | bye                      | Maxim Trigub W 10-00   | Timur Arbuzov V 00-10 | niet geplaatst | niet geplaatst | niet geplaatst | niet geplaatst | niet geplaatst | niet geplaatst | niet geplaatst |
| Jarne Duyck       | −81 kg  | João Fernando V 10-00    | niet geplaatst         | niet geplaatst        | niet geplaatst | niet geplaatst | niet geplaatst | niet geplaatst | niet geplaatst | niet geplaatst |                |
| Sami Chouchi      | −90 kg  | Abderahmane Diao W 10-00 | Aram Grigorian W 10-00 | Erlan Sherov V 10-00  | niet geplaatst | niet geplaatst | niet geplaatst | niet geplaatst | niet geplaatst | niet geplaatst |                |
| Toma Nikiforov    | −100 kg | Simeon Catharina V 01-02 | niet geplaatst         | niet geplaatst        | niet geplaatst | niet geplaatst | niet geplaatst | niet geplaatst | niet geplaatst | niet geplaatst |                |

Vrouwen
| judoka            | onderdeel | eerste ronde                     | tweede ronde                 | derde ronde               | kwartfinale              | halve finale            | herkansing           | finale / BM          | finale / BM    |                |
| judoka            | onderdeel | tegenstander uitslag             | tegenstander uitslag         | tegenstander uitslag      | tegenstander uitslag     | tegenstander uitslag    | tegenstander uitslag | tegenstander uitslag | rang           |                |
| ----------------- | --------- | -------------------------------- | ---------------------------- | ------------------------- | ------------------------ | ----------------------- | -------------------- | -------------------- | -------------- | -------------- |
| Ellen Salens      | −48 kg    | Kurbanaý Kurbanowa W 00-11       | Wakana Koga V 10-00          | niet geplaatst            | niet geplaatst           | niet geplaatst          | niet geplaatst       | niet geplaatst       | niet geplaatst | niet geplaatst |
| Loïs Petit        | −48 kg    | bye                              | Sabina Giliazova V 01-00     | niet geplaatst            | niet geplaatst           | niet geplaatst          | niet geplaatst       | niet geplaatst       | niet geplaatst | niet geplaatst |
| Amber Ryheul      | −52 kg    | Shraddha Kadubal Chopade W 10-00 | Mascha Ballhaus V 10-00      | niet geplaatst            | niet geplaatst           | niet geplaatst          | niet geplaatst       | niet geplaatst       | niet geplaatst | niet geplaatst |
| Mina Libeer       | −57 kg    | bye                              | Christa Deguchi V 10-00      | niet geplaatst            | niet geplaatst           | niet geplaatst          | niet geplaatst       | niet geplaatst       | niet geplaatst | niet geplaatst |
| Alessia Corrao    | −63 kg    | Savita Russo V 01-00             | niet geplaatst               | niet geplaatst            | niet geplaatst           | niet geplaatst          | niet geplaatst       | niet geplaatst       | niet geplaatst | niet geplaatst |
| Gabriella Willems | −70 kg    | Liao Yu-jung W 11-01             | Giovanna Scoccimarro W 10-00 | Michaela Polleres W 00-01 | Madina Taimazova W 10-00 | Marie-Ève Gahié V 00-02 | n.v.t.               | Shiho Tanaka V 02-00 | 5e             |                |
| Vicky Verschaere  | −78 kg    | Jovana Peković V 10-00           | niet geplaatst               | niet geplaatst            | niet geplaatst           | niet geplaatst          | niet geplaatst       | niet geplaatst       | niet geplaatst | niet geplaatst |

### Nederlandse selectie
De Nederlandse selectie bestaat uit zeventien judoka's (negen vrouwen en acht mannen) die zich voor individuele onderdelen hebben geplaatst. Daarnaast zijn voor het onderdeel 'gemengd landenteam' Koen Heg (−73 kg) en Mark van Dijk (−90 kg} geselecteerd. Sanne van Dijke (−70 kg) was ook in de selectie opgenomen, maar trok zich terug omdat ze zich vanwege een blessure onvoldoende had kunnen voorbereiden.
Mannen
| judoka             | onderdeel | eerste ronde           | tweede ronde                   | derde ronde               | kwartfinale          | halve finale         | herkansing           | finale / BM          | finale / BM    |                |
| judoka             | onderdeel | tegenstander uitslag   | tegenstander uitslag           | tegenstander uitslag      | tegenstander uitslag | tegenstander uitslag | tegenstander uitslag | tegenstander uitslag | rang           |                |
| ------------------ | --------- | ---------------------- | ------------------------------ | ------------------------- | -------------------- | -------------------- | -------------------- | -------------------- | -------------- | -------------- |
| Emiel Jaring       | −60 kg    | Andrea Carlino W 00-10 | Romain Valadier-Picard V 10-00 | niet geplaatst            | niet geplaatst       | niet geplaatst       | niet geplaatst       | niet geplaatst       | niet geplaatst |                |
| Tornike Tsjakadoea | −60 kg    | Aýbek Ömirow W 00-10   | Francisco Garrigós W 00-10     | Turan Bayramov V 00-11    | niet geplaatst       | niet geplaatst       | niet geplaatst       | niet geplaatst       | niet geplaatst | niet geplaatst |
| Frank de Wit       | −81 kg    | Eetu Ihanamäki W 11-00 | Somon Makhmadbekov V 10-00     | niet geplaatst            | niet geplaatst       | niet geplaatst       | niet geplaatst       | niet geplaatst       | niet geplaatst |                |
| Noël van 't End    | −90 kg    | Yuta Galarreta W 11-00 | Marcelo Gomes W 00-10          | Caramnob Sagaipov V 10-01 | niet geplaatst       | niet geplaatst       | niet geplaatst       | niet geplaatst       | niet geplaatst | niet geplaatst |
| Simeon Catharina   | −100 kg   | Toma Nikiforov W 01-02 | Asley González W 10-00         | Kyle Reyes V 01-00        | niet geplaatst       | niet geplaatst       | niet geplaatst       | niet geplaatst       | niet geplaatst | niet geplaatst |
| Michael Korrel     | −100 kg   | bye                    | George Udsilauri V 00-02       | niet geplaatst            | niet geplaatst       | niet geplaatst       | niet geplaatst       | niet geplaatst       | niet geplaatst | niet geplaatst |
| Jelle Snippe       | +100 kg   | bye                    | Richárd Sipőcz W 00-10         | Temur Rakhimov V 01-00    | niet geplaatst       | niet geplaatst       | niet geplaatst       | niet geplaatst       | niet geplaatst | niet geplaatst |
| Jur Spijkers       | +100 kg   | bye                    | Li Ruixuan W 00-02             | Kim Min-jong V 11-00      | niet geplaatst       | niet geplaatst       | niet geplaatst       | niet geplaatst       | niet geplaatst | niet geplaatst |

Vrouwen
| judoka              | onderdeel | eerste ronde               | tweede ronde              | derde ronde                    | kwartfinale          | halve finale                        | herkansing           | finale / BM                | finale / BM    |                |
| judoka              | onderdeel | tegenstander uitslag       | tegenstander uitslag      | tegenstander uitslag           | tegenstander uitslag | tegenstander uitslag                | tegenstander uitslag | tegenstander uitslag       | rang           |                |
| ------------------- | --------- | -------------------------- | ------------------------- | ------------------------------ | -------------------- | ----------------------------------- | -------------------- | -------------------------- | -------------- | -------------- |
| Naomi van Krevel    | −52 kg    | bye                        | Róza Gyertyás V 10-00     | niet geplaatst                 | niet geplaatst       | niet geplaatst                      | niet geplaatst       | niet geplaatst             | niet geplaatst | niet geplaatst |
| Julie Beurskens     | −57 kg    | Pihla Salonen W 00-01      | Jessica Klimkait V 01-00  | niet geplaatst                 | niet geplaatst       | niet geplaatst                      | niet geplaatst       | niet geplaatst             | niet geplaatst | niet geplaatst |
| Geke van den Berg   | −63 kg    | Anriquelis Barrios V 10-00 | niet geplaatst            | niet geplaatst                 | niet geplaatst       | niet geplaatst                      | niet geplaatst       | niet geplaatst             | niet geplaatst |                |
| Joanne van Lieshout | −63 kg    | bye                        | Tang Jing W 10-00         | Sarai Padilla Guerrero W 11-00 | Iva Oberan W 00-11   | Catherine Beauchemin-Pinard W 00-10 | n.v.t.               | Angelika Szymańska W 01-00 | Goud           |                |
| Hilde Jager         | −70 kg    | Luana Carvalho W 00-10     | Michaela Polleres V 01-00 | niet geplaatst                 | niet geplaatst       | niet geplaatst                      | niet geplaatst       | niet geplaatst             | niet geplaatst | niet geplaatst |
| Margit de Voogd     | −70 kg    | Feng Yingying W 02-00      | Shiho Tanaka V 00-02      | niet geplaatst                 | niet geplaatst       | niet geplaatst                      | niet geplaatst       | niet geplaatst             | niet geplaatst | niet geplaatst |
| Guusje Steenhuis    | −78 kg    | bye                        | Marie Branser W 10-00     | Emma Reid V 00-01              | niet geplaatst       | niet geplaatst                      | niet geplaatst       | niet geplaatst             | niet geplaatst | niet geplaatst |
| Marit Kamps         | +78 kg    | Milica Žabić W 10-00       | Izayana Marenco w/o       | Kim Ha-yun V 02-00             | niet geplaatst       | niet geplaatst                      | niet geplaatst       | niet geplaatst             | niet geplaatst | niet geplaatst |
| Karen Stevenson     | +78 kg    | bye                        | Urszula Hofman W 00-10    | Beatriz Souza W 00-11          | Asya Tavano V 00-11  | n.v.t.                              | Xu Shiyan V 11-01    | n.v.t.                     | 7e             |                |

Gemengd
| judoka's | onderdeel    | eerste ronde         | tweede ronde         | kwartfinale          | halve finale         | herkansing           | finale / BM          | finale / BM    |                |
| judoka's | onderdeel    | tegenstander uitslag | tegenstander uitslag | tegenstander uitslag | tegenstander uitslag | tegenstander uitslag | tegenstander uitslag | rang           |                |
| --- | ------------ | -------------------- | -------------------- | -------------------- | -------------------- | -------------------- | -------------------- | -------------- | -------------- |
| Nederland Koen Heg (−73 kg) Noël van 't End (−90 kg) Mark van Dijk (−90 kg) Simeon Catharina (+90 kg) Jurre Spijkers (+90 kg) Naomi van Krevel (−57 kg) Julie Beurskens (−57 kg) Hilde Jager (−70 kg) Margit de Voogd (−70 kg) Marit Kamps (+70 kg) Karen Stevenson (+70 kg) | gemengd team | n.v.t.               | Italië V 3-4         | niet geplaatst       | niet geplaatst       | niet geplaatst       | niet geplaatst       | niet geplaatst | niet geplaatst |